# Liberty (Carolina del Nord)
Liberty és una població dels Estats Units a l'estat de Carolina del Nord. Segons el cens del 2000 tenia 2.661 habitants.

## Demografia
Segons el cens del 2000, Liberty tenia 2.661 habitants, 1.033 habitatges i 708 famílies. La densitat de població era de 393,6 habitants per km².
Dels 1.033 habitatges en un 32,4% hi vivien nens de menys de 18 anys, en un 49,3% hi vivien parelles casades, en un 14,7% dones solteres, i en un 31,4% no eren unitats familiars. En el 27,3% dels habitatges hi vivien persones soles el 14,3% de les quals corresponia a persones de 65 anys o més que vivien soles. El nombre mitjà de persones vivint en cada habitatge era de 2,56 i el nombre mitjà de persones que vivien en cada família era de 3,09.
Per edats la població es repartia de la següent manera: un 26,1% tenia menys de 18 anys, un 8,9% entre 18 i 24, un 29,7% entre 25 i 44, un 21,6% de 45 a 60 i un 13,8% 65 anys o més.
L'edat mediana era de 35 anys. Per cada 100 dones de 18 o més anys hi havia 89,7 homes.
La renda mediana per habitatge era de 35.052 $ i la renda mediana per família de 44.179 $. Els homes tenien una renda mediana de 27.944 $ mentre que les dones 21.462 $. La renda per capita de la població era de 16.345 $. Entorn del 9,9% de les famílies i el 12,2% de la població estaven per davall del llindar de pobresa.

## Poblacions més properes
El següent diagrama mostra les poblacions més properes.